# Východní Afrika
Pojmem východní Afrika se často označuje Keňa, Tanzanie a Uganda, ale z geografického a geopolitického pohledu také zahrnuje země:
- Burundi, Rwanda (tyto dvě země se také někdy zahrnují do střední Afriky)
- Džibutsko, Eritrea, Etiopie, Somálsko (někdy považováno za severovýchodní Afriku – toto území se označuje jako Africký roh)
- Mosambik, Malawi a Madagaskar (často bráno jako jižní Afrika), Súdán a Jižní Súdán (někdy zařazováno do severní nebo severovýchodní Afriky)

Východoafrické společenství (EAC) tvoří obchodní blok spojující Keňu, Ugandu a Tanzanii, Burundi a Rwandu.

## Geografie
Geograficky je východní Afrika jedna z nejčlenitějších oblastí. Z části leží na největším africkém poloostrové – Somálském. Přírodní síly zde vytvořily takové divy jako je Velká příkopová propadlina, Kilimandžáro a Mount Kenya, dva nejvyšší vrcholy v Africe. Nachází se zde i největší Africké jezero Ukurewe, dále jezero Turkana. Z Etiopské vysočiny a Viktoriina jezera se tu stéká Nil.
Unikátní geografie a vhodnost pro zemědělství učinily z východní Afriky cíl evropských průzkumníků a kolonizace v 19. století. Dnes je pro země jako Keňa, Tanzanie a Uganda nejdůležitější součástí ekonomiky turismus.

## Biosféra
Několik částí východní Afriky bylo proslulých pro množství divoce žijících zvířat na jejich území. Jsou to hlavně: slon, žirafa, lev, zebra a nosorožec, postupně byla ale jejich populace snižována hlavně co se týče slonů a nosorožců. Nejen tato zvířata jsou chráněna v národních parcích jako je Serengeti

## Obyvatelstvo
Ve východní Africe žijí Somálci, Gallové a Afarové z jazykových skupin kušitských a semitských. Nejchudšími státy jsou Etiopie a Somálsko.

## Těžba a zemědělství
Těží se hlavně v oblasti Viktoriina jezera a to wolfram, zlato, diamanty, měď, cín, sádrovec a vápenec. Pěstují se kávovníky, banánovníky, bavlníky a tabák.

## Politika
Poslední vlády v této oblasti byly neliberální a zkorumpované a několik států bylo rozděleno politickými puči a etnickým násilím. Od dob kolonialismu region podstoupil mnoho válečných konfliktů
Keňa, Tanzanie a Uganda měly relativně stabilní vlády.